# Plaudren
Plaudren är en kommun i departementet Morbihan i regionen Bretagne i nordvästra Frankrike. Kommunen ligger i kantonen Grand-Champ som tillhör arrondissementet Vannes. År 2022 hade Plaudren 1 970 invånare.

## Befolkningsutveckling
Antalet invånare i kommunen Plaudren
| Referens: INSEE |